# Флаг Светлогорска (Красноярский край)
Флаг муниципального образования посёлок Светлого́рск Туруханского района Красноярского края Российской Федерации — опознавательно-правовой знак, служащий официальным символом муниципального образования.
Ныне действующий флаг утверждён 26 августа 2010 года и внесён в Государственный геральдический регистр Российской Федерации с присвоением регистрационного номера 6418.

## Описание
«Прямоугольное полотнище с соотношением ширины к длине 2:3, воспроизводящее композицию герба посёлка в красном, белом и жёлтом цветах».
Геральдическое описание герба гласит: «В червлёном поле золотое солнце, тонко просечённое червленью по периметру, с лучами в форме орнамента „оленьи рога“, сопровождаемое внизу, над пониженным серебряным стропилом с выходящими справа пятью, слева тремя узкими волнисто изогнутыми отвлечёнными серебряными поясами».

## Символика
Солнце в центре флага символизирует основную отрасль хозяйства посёлка Светлогорск — производство электроэнергии.
Солнце — символ энергии, тепла, света.
Лучи солнца, изображённые в виде традиционного северного орнамента «локоть песца», отражают климатическое и географическое расположение посёлка — северные территории Туруханского района, на флаге которого изображён песец.
Стропило, омываемое справа и слева белыми волнами, символизирует плотину Курейской ГЭС и подчёркивает характер электроэнергетики — гидроэнергетика.
Волны, изображённые на разной высоте, символизируют верхний и нижний бьефы Курейской ГЭС.